# Schistophyllum viridulum
Schistophyllum viridulum là một loài Rêu trong họ Fissidentaceae. Loài này được (Sw.) Tolf mô tả khoa học đầu tiên năm 1891.